# Carinaulus zhanglaensis
Carinaulus zhanglaensis är en skalbaggsart som beskrevs av Cervenka 2000. Carinaulus zhanglaensis ingår i släktet Carinaulus och familjen Aphodiidae. Inga underarter finns listade.